# Unie van Rechtse Krachten
De Unie van Rechtse Krachten (Russisch: Союз правых сил (СПС), Sojoez pravych sil (SPS)) was een liberale politieke partij in Rusland met ongeveer 20.000 leden en was een oppositiepartij. De partij had haar hoofdkantoor in Moskou en werd geleid door Nikita Belych. De partij had banden met de Internationale Democratische Unie. In november 2008 is de partij opgegaan in de nieuwe partij Pravoje Delo (Rechtse Zaak).

## Partijgeschiedenis
De SPS ontstond in 1999 als een samenwerkingsblok van de Democratische Keuze van Rusland, Gemeenschappelijke Zaak, Nieuwe Kracht en Stem van Rusland. Bij de Russische parlementsverkiezingen van 1999 behaalde de partij 8,3% van de stemmen en vormde een fractie in de Staatsdoema van 32 zetels. Van 2000 tot 2003 werd de SPS geleid door Boris Nemtsov en stond bekend om het bekritiseren van president Vladimir Poetin vanwege zijn in haar ogen autoritaire beleid en vanwege het inperken van de politieke en mediavrijheden in Rusland.
Op 20 mei 2000 vond het kiezerscongres plaats, waar de regels van de partij werden vastgesteld en het leiderschap van de partij werd verkozen. Dit waren zakenman Anatoli Tsjoebajs, ex-premiers Sergej Kiriejenko en Jegor Gaidar en Irina Chakamada en Boris Nemtsov. Op 14 december 2001 vond het tweede congres plaats, waarbij de regels en het partijprogramma werden goedgekeurd en Boris Nemtsov werd verkozen tot leider. In het bestuur van de partij bleven Gaidar, Chakamada en Tsjoebajs. Bij de Russische parlementsverkiezingen van 2003 behaalde de partij volgens de Centrale Russische kiescommissie slechts 4%, beneden de kiesdrempel van 5% van de Staatsdoema. Onafhankelijke waarnemers en exitpolls gaven echter aan dat de partij wel meer dan 5% zou hebben gehaald. De andere liberale partij Jabloko, die ook volgens officiële tellingen onder de 4% uitkwam gaf ook aan in werkelijkheid meer als 5% te hebben gehaald. Beide partijen werden echter niet toegelaten tot de Staatsdoema en zitten sindsdien in de oppositie. Hierop traden tijdens een speciaal congres Nemtsov, Chakamada, Gajdar en Tsjoebajs af uit het bestuur, nadat ze zichzelf verantwoordelijk verklaarden voor het verlies. Van januari 2004 tot mei 2005 had de partij geen leider, maar werd in plaats daarvan geleid door een presidium van 5 secretarissen; Viktor Nekroetenko, Boris Nadezjdin, Boris Mints, Leonid Gozman en Ivan Starikov.
Een aantal SPS-kandidaten werd tweede bij verkiezingen in kiesdistricten, zoals Irina Chakamada in Sint-Petersburg, Vladimir Kara-Moerza in Moskou en Boris Nadezjdin in oblast Moskou.
Bij het vijfde congres dat plaatsvond op 26 juni 2004 (het derde en vierde werden voor de verkiezingen van 2003 gehouden) werd door Tsjoebajs aangegeven dat hij samenwerking wilde zoeken met Jabloko, hoewel er verschil van mening bestond met haar leider Grigori Javlinski over de standpunten van beide partijen. Bij een congres op 28 mei 2005 werd door Tsjoebajs de vicegouverneur van oblast Perm; Nikita Belych naar voren geschoven als leider van de partij en Gozman als zijn assistent. Starikov wilde zelf deze positie bekleden, maar verloor van Belych in een verkiezingsronde.
Bij de verkiezingen voor de stadsdoema van Moskou in 2005 werkte de SPS samen met Jabloko onder een lijst genaamd Jabloko-Verenigde Democraten en wist daardoor de kiesdrempel van 10% te behalen. De fractie haalde 11,11% van de stemmen en kreeg 3 van de 35 zetels. 
De partij ging in november 2008 op in de partij Rechtse Zaak.